# تالش (قوبا)
تالش (به لاتین: Talış) یک منطقه مسکونی در جمهوری آذربایجان است که در شهرستان قوبا واقع شده‌است. تالش ۱۶۱ نفر جمعیت دارد.